# Michael Devaney (Leichtathlet)
Michael Devaney (Michael Aloysius „Mike“ Devaney; * 6. Juni 1891 in Belleville, New Jersey; † 25. Januar 1967 ebd.) war ein US-amerikanischer Hindernis-, Mittel- und Langstreckenläufer.
Bei den Olympischen Spielen 1920 in Antwerpen wurde er Fünfter über 3000 m Hindernis. Im 3000-Meter-Mannschaftsrennen lieferte er als Zwölfter ein Streichresultat für das siegreiche US-Team ab.
1924 wurde er bei den Olympischen Spielen in Paris Siebter über 3000 m Hindernis.
Viermal wurde er US-Meister über zwei Meilen Hindernis (1916, 1919, 1921, 1922) und einmal über 880 Yards (1917). 1915 wurde er US-Hallenmeister über zwei Meilen.

## Persönliche Bestzeiten
- 880 Yards: 1:57,0 min, 1. September 1917, St. Louis (entspricht 1:56,3 min über 800 m)
- 1 Meile: 4:23,2 min, 19. Juni 1921, Jersey City
- 3000 m Hindernis: 9:44,4 min, 8. Juni 1924, Travers Island